# Масайтобе
Масайтобе (каз. Масайтөбе) — село в Бурлинском районе Западно-Казахстанской области Казахстана. Входит в состав Бурлинского сельского округа. Код КАТО — 273643200.

## Население
В 1999 году население села составляло 91 человек (51 мужчина и 40 женщин). По данным переписи 2009 года, в селе проживало 36 человек (21 мужчина и 15 женщин).